# Бердюгіно (Кропивинський округ)
Бердю́гіно (рос. Бердюгино) — присілок у складі Кропивинського округу Кемеровської області, Росія.

## Населення
Населення — 192 особи (2010; 278 у 2002).
Національний склад (станом на 2002 рік):
- росіяни — 81 %